# 劉中達
劉中達（英語：David Liu，1965年8月12日—）是台灣花式滑冰運動員。

## 生平
劉中達出生在台灣，六歲時移居美國，八歲時學習舞蹈與花樣滑冰。他代表台灣參加三屆冬季奧運會：1998年冬季奧運會、1992年冬季奧運會和1988年冬季奧運會。劉中達在1990年世界花樣滑冰錦標賽上成為最後一位在國際比賽中演出特定數字圖案的男子選手。
劉中達在1998年退休，是最後一批ISU滑冰學校選手。他曾擔任紐約劇院編舞主任。自1990年以來，劉中達創立芭蕾舞團在世界各地編排，包括日本，台灣，新加坡，香港，德國和英國。并在香港參與電視和舞蹈節目。

## 比賽
| 國際               | 國際 | 國際 | 國際 | 國際 | 國際 | 國際 | 國際 | 國際 | 國際 | 國際 | 國際 |
| 年度               | 1988 | 1989 | 1990 | 1991 | 1992 | 1993 | 1994 | 1995 | 1996 | 1997 | 1998 |
| ------------------ | ---- | ---- | ---- | ---- | ---- | ---- | ---- | ---- | ---- | ---- | ---- |
| 冬季奧運會         | 25th |      |      |      | 17th |      |      |      |      |      | 27th |
| 世界花樣滑冰錦標賽 | 25th | 25th | 28th | 27th |      | 31st | 21st | 29th |      | 39th | 31st |

## 外部連結
- Official site （页面存档备份，存于）